# ワールドサッカー ウイニングイレブン 2011
『ワールドサッカー ウイニングイレブン 2011』（英語表記：WORLD SOCCER Winning Eleven 2011、欧州名：Pro Evolution Soccer 2011）は、コナミデジタルエンタテインメントから発売されるウイイレシリーズの15作目（PS（2000も含む。）、PS2、PS3の通算。Jリーグ版、ファイナルエヴォリューション等は除く）。略称は『ウイイレ 2011』。イメージキャラクターはリオネル・メッシ。

## 新要素
コパ・リベルタドーレスの追加
UEFAスーパーカップの追加
グラフィック
TECHFITに対応
エディットスタジアム
デフォルトで用意されているスタジアムのパーツなどを選んで自分だけのスタジアムを作ることが可能になっている。
モーション・AI
「LINK FEINT」というものが今作で初実装。連続でフェイントができるようになる。
パスが360度どの方向にも出せるようになった。
シュート時、無回転で打てるようになった。

## ライセンス

### クラブチーム
- リーガ・エスパニョーラ
  - 一部クラブ実名（FCバルセロナ、レアル・マドリード他、新しくヘタフェCF、UDアルメリアなどの20チーム中14チームのライセンスを取得。しかし、セビージャFCはライセンスが消滅しており、SEVサディイカとなった。）
- セリエA
  - USチッタ・ディ・パレルモ以外のクラブが実名
- リーグ・アン
  - 全クラブ実名
- プレミアリーグ
  - トッテナム・ホットスパーFC、マンチェスター・ユナイテッドFCのみ実名。ただし、リーグの他チームも選手名は実名。
- エールディヴィジ
  - 全クラブ実名
- ブンデスリーガ
  - バイエルン・ミュンヘンやヴェルダー・ブレーメンが実名。

その他
- SLベンフィカ
- SCブラガ
- FCポルト
- スポルティング・リスボン
- セルティックFC
- レンジャーズFC
- ボカ・ジュニアーズ
- CAリーベル・プレート

などが実名で登場している。

### コパ・リベルタドーレスに登場するチーム
- グアダラハラ
- テコス
- モンテレイ
- モナルカス・モレリア
- サン・ルイス
- バンフィエルド
- コロン
- エストゥディアンテス
- ラヌース
- ニューウェルズ・オールドボーイズ
- ベレス・サルスフィエルド
- ブルーミング
- ボリバル
- レアル・ポトシ
- クルゼイロ
- コリンチャンス
- フラメンゴ
- インテルナシオナル
- サンパウロ
- コロコロ
- ウニベルシダ・カトリカ
- ウニベルシダ・デ・チリ
- アトレティコ・ジュニオール
- インデペンディエンテ・メデジン
- オンセ・カルダス
- デポルティーボ・クエンカ
- デポルティーボ・キト
- エレメク
- セロ・ポルテーニョ
- クラブ・ナシオナル
- クラブ・リベルタ
- アリアンサ・リマ
- フアン・アウリチ
- ウニベルシタリオ・デポルテス
- CAセロ
- ナシオナル・モンテビデオ
- ラシン・クラブ・デ・モンテビデオ
- カラカスFC
- デポルティボ・イタリア
- デポルティーボ・タチラFC

### ナショナルチーム
| ヨーロッパ - オーストリア - ベルギー - ボスニア・ヘルツェゴビナ Fict. - ブルガリア - クロアチア - チェコ - デンマーク - イングランド - エストニア New Fict. - フィンランド - フランス - ドイツ - ギリシャ - ハンガリー - アイルランド - イスラエル - イタリア - モンテネグロ Fict. - オランダ - 北アイルランド - ノルウェー - ポーランド - ポルトガル - ルーマニア - ロシア - スコットランド - セルビア Fict. - スロバキア Fict. - スロベニア - スペイン - スウェーデン - スイス - トルコ - ウクライナ Fict. - ウェールズ Fict. | アフリカ - アルジェリア New Fict. - アンゴラ Fict. - カメルーン - コートジボワール - エジプト - ガーナ - ギニア Fict. - マリ Fict. - モロッコ Fict. - ナイジェリア Fict. - 南アフリカ共和国 - トーゴ Fict. - チュニジア Fict. アメリカ - カナダ Fict. - コスタリカ Fict. - ハイチ Fict. - ホンジュラス Fict. - グアテマラ New Fict. - ジャマイカ New Fict. - パナマ New Fict. - メキシコ Fict. - トリニダード・トバゴ Fict. - アメリカ合衆国 Fict. - アルゼンチン - ボリビア - ブラジル - チリ - コロンビア - エクアドル - パラグアイ Fict. - ペルー - ウルグアイ - ベネズエラ Fict. | アジア/オセアニア - オーストラリア - バーレーン Fict. - 中華人民共和国 Fict. - イラン Fict. - イラク Fict. - 日本 - ヨルダン New Fict. - クウェート Fict. - 北朝鮮 Fict. - オマーン Fict. - カタール Fict. - サウジアラビア Fict. - 韓国 - シリア Fict. - タイ Fict. - アラブ首長国連邦 Fict. - ウズベキスタン Fict. - ニュージーランド New クラシックチーム - イングランド Fict. - フランス Fict. - ドイツ Fict. - イタリア Fict. - オランダ Fict. - アルゼンチン Fict. - ブラジル Fict. |

太字 – ライセンスを獲得したチーム
New – 新しく収録されたチーム
Fict. – 偽名

### スタジアム
- オールド・トラッフォード
- ウェンブリー・スタジアム
- カンプ・ノウ
- サンティアゴ・ベルナベウ
- エスタディオ・ダ・ルス
- エスタディオ・ド・ドラゴン
- エスタディオ・ジョゼ・アルヴァラーデ
- エル・モヌメンタル
- スタッド・ルイ・ドゥ
- アムステルダム・アレナ
- 埼玉スタジアム2002
- サン・シーロ
- スタディオ・オリンピコ

## 実況
- 日本 実況 ジョン・カビラ, 解説 名波浩 北澤豪.（PSP版では名波は登場しない）
- イギリス  実况 ジョンチャンピオン,解説 ジムベグリン

## ウイニングイレブン プレーメーカー2011
PM2010の操作に改良・調整が加えられたほか、選手グラフィックが強化された。
キッカーの助走と共に他の選手が走り出す予約フリーランやコーナーキック時の視点変更、ゴールキック時のポジション移動など、セットプレイ時の新機能追加が本作の特長となっている。

## ウイニングイレブン 3DSoccer
『ウイニングイレブン 3DSoccer』（欧州名：Pro Evolution Soccer 2011 3D）は、2011年2月26日に発売されたニンテンドー3DS用ソフト。3DSのローンチタイトル。北米、欧州では2011年3月27日に発売されている。3D対応。
ローカル通信によるワイヤレス対戦（それぞれの3DSにソフトが必要）とすれちがい通信（マスターリーグの自動データ対戦）に対応。